# 木南美々
木南 美々（きなみ みみ、1995年〈平成7年〉12月5日 - ）は、日本のタレント、グラビアアイドル。
福島県出身で、芸能事務所リップがマネジメントしている。

## 略歴
1995年12月5日に生まれた。福島県出身。美容師として働き、ヘッドスパを得意としていた。
SNSなどで可愛いグラビアアイドルなどを見ることを好み、葉月あやに憧れていたが、2022年に「人生は一度きりだし、やり残したことがないように」と思い、葉月あやも所属している芸能事務所のリップに自ら応募し、グラビアアイドルとしてデビューした。撮影会などに出演し、2023年5月26日には初イメージDVD『耳をすまして』を竹書房から発売、6月17日にソフマップAKIBA アミューズメント館にてDVDリリースイベントを開催した。
2024年12月2日発売の『週刊プレイボーイ』（集英社）の企画「DVDメーカーが選ぶ『グラビア・オブ・ザ・イヤー2024』!!」にて、週プレ賞を受賞した。

## 人物
- 妹がいる[12]。
- 長女っぽい性格で尽くす方。真面目でおっとりしている。人が喜ぶことが好き[13]。
- 積極的なエロさというよりかは、受け入れるエロさを意識している[14]。
- 好きな食べ物はラーメン、うどん、そばで、とにかく麺類が好き。また、ハンバーグも好物の一つである。甘いものはあまり食べない[13]。
- 趣味はマンガ、ランニング、サウナ、ヘッドスパ（美容師資格保有）[15]。
- 特技は料理で、料理している時間が好き[13]。得意料理は肉じゃが。健康面も含めてキレイにおいしい料理を作ることを意識している[14]。
- 以下の5つの目標を掲げて活動している[13]。
  - 写真集を出すこと。
  - 雑誌のソロ表紙になること。
  - イメージビデオを年間3本出すこと。
  - 雑誌の撮り下ろしをすること。
  - コンテストグランプリになること。

## 作品

### イメージDVD
- 耳をすまして（2023年5月26日、竹書房）[9][16]
- NOと言えない木南さん (2023年9月20日、ラインコミュニケーションズ）[17][18]
- シンプルにでかい（2023年12月26日、エアーコントロール）[19][20]
- ぼくの責任問題（2024年6月25日、エアーコントロール）[21][22]
- 圧倒的俺の嫁がかわいすぎる（2024年9月25日、スパイスビジュアル）[23][24]
- 白くて甘い果実（2025年1月24日、竹書房）[25][26]
- ボクの彼女のバグった距離感（2025年6月24日、エアーコントロール）[27][28]

### 写真集
- 美々との日々（2024年11月27日、ワニブックス、撮影：中山雅文）ISBN 978-48470-85833[29]

### デジタル写真集
- おっとりお姉さん（2023年12月15日、竹書房［Bamboo e-Book］）
- マイナスイオン系女子（2023年12月15日、竹書房［Bamboo e-Book］）
- RIP GIRLS Vol.1･2･3（2024年6月7日、文友舎、撮影：前村竜二）共演：森咲智美、葉月あや、橋本梨菜、竹内花
- おっとりグラマラス 1･2･DX（2024年9月20日、小学館［sabra net e-Book］）[30][31][32]
- 週刊GIRLS-PEDIA 082（2024年10月1日、KADOKAWA）[33]
- Exciting Girls 木南美々デジタル写真集 Vol.1･2（2025年2月28日、文友舎）
- 私だけを見て（2025年6月16日、ワニブックス、撮影：中山雅文）[34]
- 美々との日々 〜BEST SELECTION〜（2025年7月16日、ワニブックス、撮影：中山雅文）[35]

## 出演

### イベント
- DVDリリースイベント

1. 『耳をすまして』（2023年6月17日 ソフマップAKIBA アミューズメント館）[6]
2. 『 NOと言えない木南さん』(2023年10月28日 ソフマップAKIBA アミューズメント館）[36]
3. 『シンプルにでかい 』(2024年1月21日 ソフマップAKIBA アミューズメント館）[37]
4. 『ぼくの責任問題』(2024年7月21日 ソフマップAKIBA アミューズメント館）[38]
5. 『圧倒的俺の嫁がかわいすぎる』(2024年10月13日 ソフマップAKIBA アミューズメント館）[39]
6. 『白くて甘い果実』(2025年2月16日 ソフマップAKIBA アミューズメント館）[40]
7. 『ボクの彼女のバグった距離感』(2025年7月27日 ソフマップAKIBA アミューズメント館）[41]

### 撮影会
- RIP新年水着撮影会 (2023年1月8日 studio ecolo) [7]
- 2023大プール撮影会in川越水上公園（2023年5月28日 川越水上公園）[8]